# Anevrina unispinosa
Anevrina unispinosa är en tvåvingeart som beskrevs av Zetterstedt 1860. Anevrina unispinosa ingår i släktet Anevrina och familjen puckelflugor. Arten är reproducerande i Sverige. Inga underarter finns listade i Catalogue of Life.